# Erko (obchod)
ERKO spol. s r.o. je maloobchodní firma v Hradci Králové fungující od roku 1991 do roku 2024. Od 1. února 2025 je společnost v likvidaci.

## Historie
Firma ERKO - společnost s ručením omezeným byla založena dne 11. března 1991 s původním sídlem na Velkém náměstí. Jedna z prodejen sídlila již od počátku na Mostecké ulici v budově bývalého hotelu Merkur, druhá původně na Pospíšilově třídě (později přesídlila na třídu Karla IV.). V prvních letech byly obchody otevřeny nonstop, v roce 2010 byla otevírací doba upravena. V té době měla firma 60 zaměstnanců, plus dalších asi 20 brigádníků.
Počátkem listopadu 2024 oznámila firma, že ke 24. prosinci 2024 obchody skončí s činností. V reakci na to uspořádala hradecká neformální skupina Divá bába akci nazvanou symbolicky Poslední nákup v Erku, jejíž součástí byl i smuteční průvod. Zúčastnili se současní i bývalí zaměstnanci Erka, majitel firmy, zástupci místních spolků, herci Petr Kult a Jan Nevečeřal, umělec Tygr Liška, flétnistka Petra Chmelařová a další osobnosti života Hradce Králové. DJ Matouš Vondra pro akci namixoval track Erko končí v Hradci.